# ایوانیس گریواس
ایوانیس گریواس (یونانی: Ιωάννης Γρίβας؛ زادهٔ ۲۳ فوریهٔ ۱۹۲۳ – درگذشتهٔ ۲۷ نوامبر ۲۰۱۶) یک سیاست‌مدار و قاضی اهل یونان بود. ایوانیس گریواس در ۲۷ نوامبر ۲۰۱۶ در سن ۹۳ سالگی درگذشت.